# Роньони, Вирджинио
Вирджинио Роньони (итал. Virginio Rognoni; 5 августа 1924, Корсико, Ломбардия — 20 сентября 2022, Павия, Ломбардия) — итальянский политик, министр внутренних дел Италии (1978—1983), министр помилования и юстиции (1986—1987), министр обороны (1990—1992).

## Биография

### Ранние годы
Родился 5 августа 1924 года в Корсико (провинция Милан, Ломбардия). Окончил католический Университетский колледж Гизлиери, 26 апреля 1945 года впервые организовал в Павии митинг под эгидой Итальянской католической университетской федерации (FUCI). Окончил Павийский университет, являлся там же ординарным профессором процессуального права.

### Политическая карьера
Вирджинио Роньони семь раз избирался по спискам Христианско-демократической партии в Палату депутатов и являлся депутатом с 1968 по 1994 год.
12 раз занимал министерские кресла в итальянских правительствах. В том числе восемь раз являлся министром внутренних дел: с 13 июня 1978 по 20 марта 1979 года — в четвёртом правительстве Андреотти, затем без перерывов — до 4 августа 1979 года — в пятом правительстве Андреотти, до 4 апреля 1980 — в первом правительстве Коссиги, до 18 октября 1980 года — во втором правительстве Коссиги, до 28 июня 1981 — в первом правительстве Форлани, по 23 августа 1982 года — в первом правительстве Спадолини, по 1 декабря 1982 года — во втором правительстве Спадолини и по 13 июля 1983 года — в пятом правительстве Фанфани. Должность министра помилования и юстиции занимал с 1 августа 1986 по 17 апреля 1987 года во втором правительстве Кракси (его предшественник в этом кресле Мино Мартинаццоли с несколькими другими министрами ушёл в отставку в знак протеста против голосования парламента, означавшего шаг к одобрению закона Мамми, который позволил Сильвио Берлускони сохранить контроль над тремя национальными телевизионными сетями). С 17 апреля 1987 по 28 июля 1987 года — Роньони являлся министром помилования и юстиции в шестом правительстве Фанфани. Также дважды владел портфелем министра обороны — с 27 июля 1990 по 12 апреля 1991 года в шестом правительстве Андреотти и затем до 28 июня 1992 года — в седьмом правительстве Андреотти.
Возглавляя Министерство внутренних дел, Вирджинио Роньони столкнулся с необходимостью преодолевать последствия серии политических убийств, ознаменовавших последний этап «свинцовых семидесятых» в Италии. В числе погибших был секретарь региональной организации ИКП на Сицилии и депутат Пио Ла Торре — вместе с ним Роньони подготовил законопроект, которым мафиозные сообщества были приравнены к преступным сообществам, что существенно облегчало борьбу с ними. Жертвами других громких убийств стали региональный секретарь ХДП на Сицилии Микеле Реина, командир мобильного отряда карабинеров в Палермо Борис Джулиано, бывший комиссар по борьбе с мафией и действующий руководитель Следственного управления суда Палермо Чезаре Терранова, прокурор Республики в Палермо Гаэтано Коста, губернатор Сицилии Пьерсанти Маттарелла, генерал карабинеров и префект Сицилии Далла Кьеза.
Крупным успехом министра внутренних дел Роньони стало освобождение американского генерала Дозиера, похищенного в 1981 году Красными бригадами, но впоследствии разразился скандал в связи с появившейся информацией о применении полицией пыток к захваченным бригадистам с целью получения сведений о месте содержания заложника.
Тем не менее, 13 июля 1983 года Роньони ушёл в отставку с должности министра внутренних дел.
На фоне грандиозного коррупционного скандала и операции «Чистые руки» ХДП прекратила существование, и Вирджинио Роньони лишился депутатского мандата после парламентских выборов 27 марта 1994 года.
28 июля 1994 года принял участие в работе учредительного съезда Итальянской народной партии в римском отеле Ergife.
Умер 20 сентября 2022 года в Павии в возрасте 98 лет.

### Высший совет магистратуры
В 2002 году при поддержке партии «Маргаритка» избран парламентом Италии в Высший совет магистратуры. 1 августа 2002 года 21 голосом избран заместителем председателя Совета (его соперник Джузеппе Ди Федерико получил в свою поддержку только 5 голосов).
В 2006 году срок полномочий Роньони истёк.

### В отставке
В 2007 году Роньони стал одним из одиннадцати соавторов манифеста создававшейся тогда левоцентристской Демократической партии.

## Личная жизнь
Вирджинио Роньони был женат на Джанкарле Ландриша (Giancarla Landriscia). Джанкарла родилась в Милане в 1936 году, у супругов четверо детей. Джанкарла получила высшее юридическое образование в Павийском университете, входит в Комитет по этике больницы Policlinico di Milano, является профессором биоэтики, деонтологии и медицинской этики Феррарского университета.